# Rallye des Açores
Le Rallye des Açores (ou Sata Rally Açores) est une épreuve de rallye portugaise se déroulant sur terre chaque année dans l’archipel des Açores, organisée par le Grupo Desportivo Comercial de Lagoa (GDC) habituellement au mois de juillet depuis Ponta Delgada. 

## Histoire

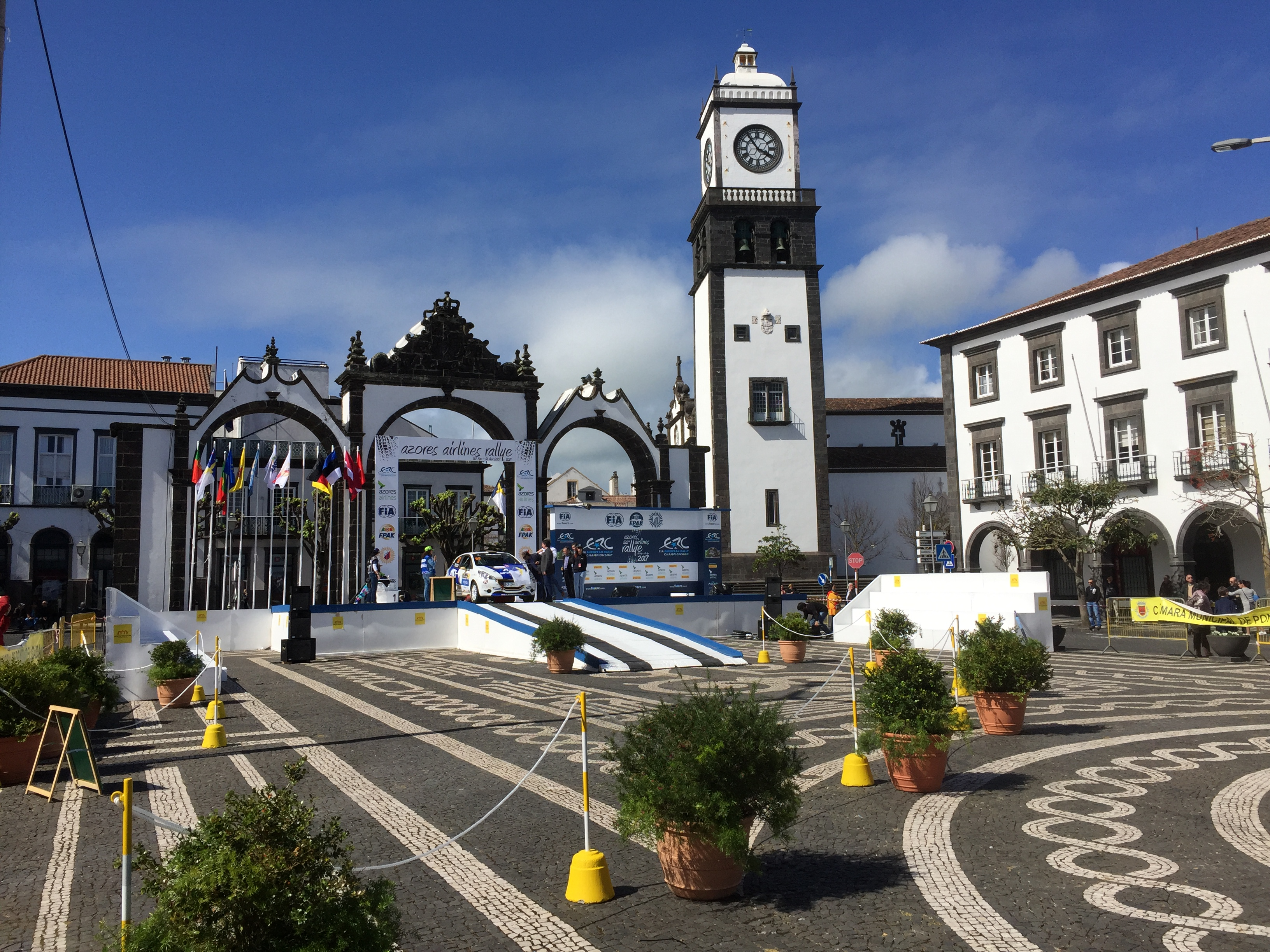

Il est le plus occidental de tous les rallyes européens.
Âgé de près de 50 ans, il n'a subi que trois interruptions : en 1974 à la suite du 1er choc pétrolier, en 2020 en raison de la Pandémie de Covid-19 et en 2024 à cause d'un incendie à l'hôpital de Ponta Delgada. 
Au début de son histoire il ne s'est déroulé que sur l'île de São Miguel (la plus vaste de l'archipel).
En 1968 il rentre dans le championnat portugais. À partir de 1972 il commence à acquérir une certaine reconnaissance internationale (la présence de Sandro Munari et de son compatriote Alcide Paganelli est à noter l'année suivante). Il est évalué par la FIA en 1983, 1984, et 1985, puis est comptabilisé en Championnat d'Europe des rallyes à partir de 1992, et en Intercontinental Rally Challenge de 2009 à 2012.
Yves Loubet est le premier non-portugais à le remporter, trois ans après son titre européen, lors de l'introduction en ERC. En 1996 il termine encore second de l'épreuve.
Juha Kankkunen et Sébastien Loeb sont les seuls champions du monde du WRC à l'avoir remporté.
Fernando José Rebelo Martins Peres en a été 7 fois le lauréat.
Il se dispute en février en 2012, puis en avril en 2013.

## Palmarès
| Année | Édition                                        | Pilote                                      | Copilote                                    | Voiture                                     | Championnats                                |
| ----- | ---------------------------------------------- | ------------------------------------------- | ------------------------------------------- | ------------------------------------------- | ------------------------------------------- |
| 1992  | 27º Rali de São Miguel / Açores                | Yves Loubet                                 | Didier Breton                               | Toyota Celica GT4                           | ERC                                         |
| 1993  | 28º Rallye Açores / Caixa Económica dos Açores | José Miguel                                 | António Manuel                              | Ford Sierra 4x4                             | ERC                                         |
| 1994  | 29º Rallye Açores / Caixa Económica dos Açores | Fernando Peres                              | Ricardo Caldeira                            | Ford Escort Cosworth                        | ERC                                         |
| 1995  | 30º Rallye Açores / BCA                        | José Miguel                                 | Carlos Magalhães                            | Ford Escort Cosworth                        | ERC                                         |
| 1996  | 31º Rallye Açores / BCA                        | Fernando Peres                              | Ricardo Caldeira                            | Ford Escort Cosworth                        | ERC                                         |
| 1997  | 32º Rallye Açores                              | Bruno Thiry                                 | Stephane Prévot                             | Ford Escort Cosworth                        | ERC                                         |
| 1998  | 33º Rallye Açores                              | Fernando Peres                              | Ricardo Caldeira                            | Ford Escort WRC                             | ERC                                         |
| 1999  | 34º Sata Rallye Açores                         | Grégoire De Mévius                          | Jean-Marc Fortin                            | Subaru Impreza                              | ERC                                         |
| 2000  | 35º Sata Rallye Açores                         | Markko Martin                               | Michael Park                                | Subaru Impreza WRC                          | ERC                                         |
| 2001  | 36º Sata Rallye Açores                         | Juha Kankkunen                              | Juha Repo                                   | Subaru Impreza WRC                          | ERC                                         |
| 2002  | 37º Sata Rallye Açores                         | Rui Madeira                                 | Fernando Prata                              | Ford Focus WRC                              | ERC                                         |
| 2003  | 38º Sata Rallye Açores                         | Fernando Peres                              | José Pedro Silva                            | Ford Escort Cosworth                        | ERC                                         |
| 2004  | 39º Sata Rallye Açores                         | Fernando Peres                              | José Pedro Silva                            | Mitsubishi Lancer Evo VIII                  |                                             |
| 2005  | 40º Sata Rallye Açores                         | Fernando Peres                              | José Pedro Silva                            | Mitsubishi Lancer Evo VII MR                | ERC                                         |
| 2006  | 41º Sata Rallye Açores                         | Armindo Araújo                              | Miguel Ramalho                              | Mitsubishi Lancer Evo IX                    |                                             |
| 2007  | 42º Sata Rallye Açores                         | Fernando Peres                              | José Pedro Silva                            | Mitsubishi Lancer Evo IX                    |                                             |
| 2008  | 43º Sata Rallye Açores                         | Bruno Magalhães                             | Carlos Magalhães                            | Peugeot 207 S2000                           | ERC                                         |
| 2009  | 44º Sata Rallye Açores                         | Kris Meeke                                  | Paul Nagle                                  | Peugeot 207 S2000                           | IRC, ERC                                    |
| 2010  | 45º Sata Rallye Açores                         | Bruno Magalhães                             | Carlos Magalhães                            | Peugeot 207 S2000                           | IRC, ERC                                    |
| 2011  | 46º Sata Rallye Açores                         | Juho Hänninen                               | Mikko Markkula                              | Škoda Fabia S2000                           | IRC, ERC                                    |
| 2012  | 47º Sata Rallye Açores                         | Andreas Mikkelsen                           | Ola Fløene                                  | Škoda Fabia S2000                           | IRC, ERC                                    |
| 2013  | 48º Sata Rallye Açores                         | Jan Kopecký                                 | Pavel Dresler                               | Škoda Fabia S2000                           | ERC                                         |
| 2014  | 49º Sata Rallye Açores                         | Bernardo Sousa (en)                         | Hugo Magalhães                              | Ford Fiesta RRC                             | ERC                                         |
| 2015  | 50º Sata Rallye Açores                         | Craig Breen                                 | Scott Martin                                | Peugeot 208 T16                             | ERC                                         |
| 2016  | 51º Azores Airlines Rallye                     | Ricardo Moura                               | António Costa                               | Ford Fiesta R5                              | ERC                                         |
| 2017  | 52.º Azores Airlines Rallye                    | Bruno Magalhães                             | Hugo Magalhães                              | Škoda Fabia R5                              | ERC                                         |
| 2018  | 53.º Azores Airlines Rallye                    | Alexey Lukyanuk                             | Alexey Arnautov                             | Ford Fiesta R5                              | ERC                                         |
| 2019  | 54.º Azores Airlines Rallye                    | Łukasz Habaj                                | Daniel Dymurski                             | Škoda Fabia R5                              | ERC                                         |
| 2020  | Annulé en raison de la pandémie de Covid-19    | Annulé en raison de la pandémie de Covid-19 | Annulé en raison de la pandémie de Covid-19 | Annulé en raison de la pandémie de Covid-19 | Annulé en raison de la pandémie de Covid-19 |
| 2021  | 55.º Azores Airlines Rallye                    | Andreas Mikkelsen                           | Elliot Edmondson                            | Škoda Fabia R5 Evo                          | ERC                                         |
| 2022  | 56.º Azores Airlines Rallye                    | Efrén Llarena                               | Sara Fernández                              | Škoda Fabia R5 Evo                          | ERC                                         |
| 2023  | 57.º Azores Airlines Rallye                    | Sébastien Loeb                              | Laurène Godey                               | Škoda Fabia R5 Evo                          | TER                                         |